# Carltonträdgårdarna

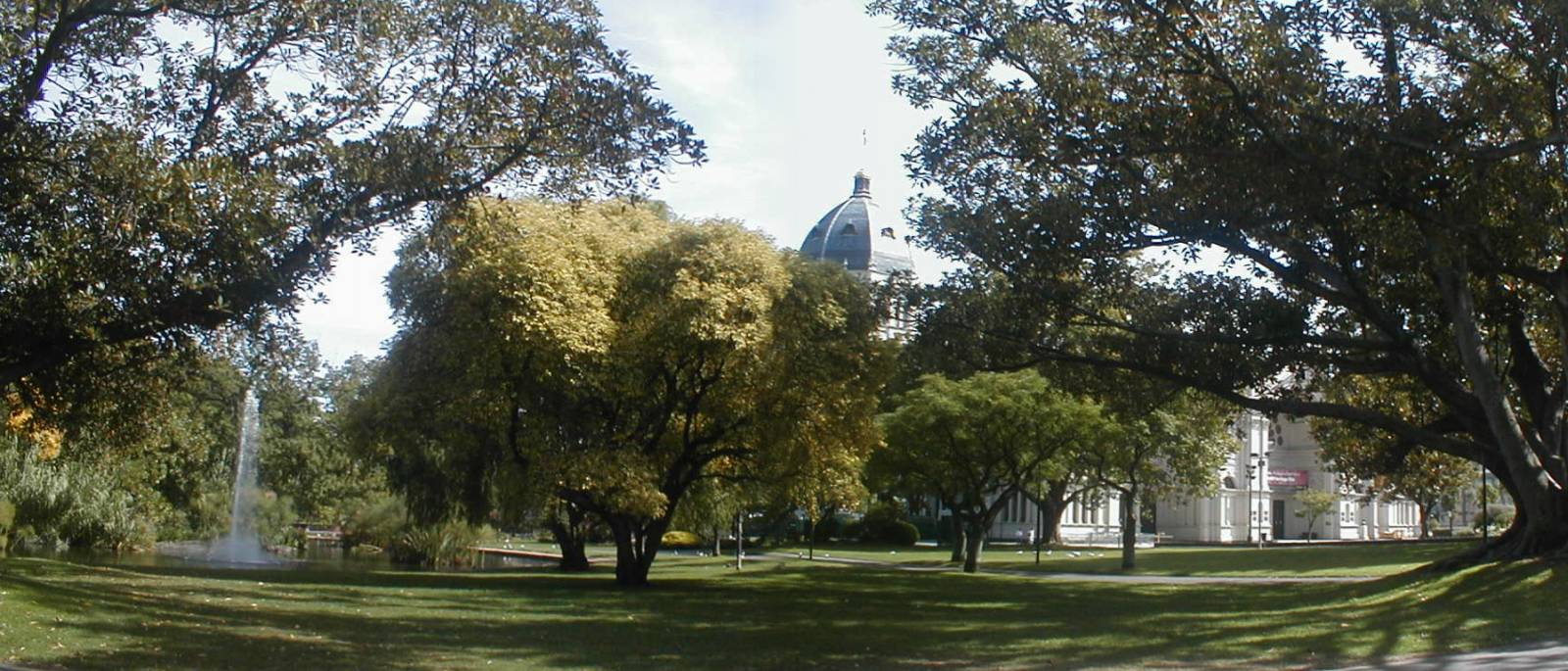
Södra delen av Carltonträdgårdarna

Carltonträdgårdarna ligger på nordvästra sidan av Melbournes centrala affärsdistrikt i Australien.
I trädgården, som omfattar en yta på 26 ha, ligger Kungliga utställningsbyggnaden, Melbournes museum och biografen Imax, tennisbanor och en lekpark. Den rektangulära parken gränsar till Victoria Street, Rathdowne Street, Carlton Street och Nicholson Street. Från utställningsbyggnaden sluttar parken ner mot sydväst och nordöst.
Carltonträdgårdarna blev tillsammans med Kungliga utställningsbyggnaden uppsatt på Unescos världsarvslista 2004.

## Hortikultur
Trädgårdarna är ett utomordentligt exempel på den viktorianska erans hortikultur med böljande gräsmattor och olika europeiska och australiska trädplanteringar som består av lövfällande engelsk ek, vit poppel, platan, alm, barrträd, ceder, turkisk ek, brödgran och ständigt gröna träd, Magnoliafikon, kombinerat med blomsterängar av ettåriga växter och buskar. Ett nätverk av trädalléer formar gångstråk som lyfter fram fontäner och utställningsbyggnadens arkitektur genom grand allee med plataner som leder fram till utställningsbyggnaden. Två mindre, ornamenterade sjöar pryder södra delen av parken. I norra delen ligger museet, tennisbanor, underhållscentral och intendentens paviljong och lekplatsen designad som en viktoriansk labyrint.
I parken lever framför allt pungråttor, änder och andungar på våren, Australisk grodmun och andra stadslevande fåglar.
I trädgårdarna ligger tre stora fontäner: Hochgurtel-fontänen, designad för utställningen 1880 av skulptören Joseph Hochgurtel; den franska fontänen och Westgarths dricksfontän.

## Historia
- 1839 - Överintendent Charles La Trobe planlade området som en del av ett grönt bälte omkring Melbourne vilket inkluderade Batman's Hill, Flagstaff Gardens, Fitzroy Gardens, Treasury Gardens och Domain.
- 1856 - Edward La Trobe Bateman designade originallayouten på ornament-trädgårdarna.
- 1870-talet - Trädgården ritas om för Melbournes Internationella Utställning 1880 av staternas ledande landskapsarkitekt och hortikulturexpterter, bland andra Clement Hodgkinson, William Sangster, Nicholas Bickford och John Guilfoyle.
- 1880 - Utställningsbyggnaden var färdigbyggd med annex inför Melbourne Internationella Utställning.
- 1881 - Tillfälliga annex till utställningsbyggnaden revs efter att utställningen avslutats den 30 april
- 1888 - Melbournes hundraårsutställning för att fira 100 år av Europeisk bosättning i Australien.
- 1891 - Intendentens bostadshus uppfördes, där John Guilfoyle bodde.
- 1901 - Första Australiska parlamentet i utställningshallen.
- 1919 - Byggnaden blev akutsjukhus för patienter i influensaepidemin.
- 1928 - Staketet runt parken togs bort
- Andra världskriget - Byggnaden användes av RAAF.
- 1948 till 1961 - Delar av komplexet användes av migrationsmyndigheterna.
- 2001 - Taylor Cullity Lethlean with Mary Jeavons vann en tävling i landskapsdesign och byggde den nya lekparken.
- juli 2004 - Efter flera års lobbyarbete av Melbournes stadsfullmäktige blev Kungliga utställningsbyggnaden och Carltonträdgårdarna uppsatta på Unescos världsarvslista.